# لوتشيان كرواتورو
لوتشيان كرواتورو (بالرومانية: Lucian Croitoru)‏ هو اقتصادي روماني، ولد في 13 فبراير 1957 في Otopeni ‏ في رومانيا.